# Tammi (editură)
Tammi este o editură finlandeză înființată în 1943 la inițiativa lui Väinö Tanner, conducătorul Partidului Social-Democrat din Finlanda. În 1996 compania a fost cumpărată de Bonnier Group și este în prezent al treilea cel mai mare editor de carte din Finlanda.
Seria Keltainen kirjasto (Biblioteca Galbenă), publicată începând din 1954, este specializată în „literatură de calitate”, inclusiv cărți ale mai mulți laureați ai Premiului Nobel pentru Literatură: Günter Grass, Orhan Pamuk, James Joyce, Italo Calvino, Paul Auster, Antonio Muñoz Molina, Jose Saramago, Sarah Waters, Haruki Murakami și Alice Munro.
Printre autorii finlandezi publicați de editura Tammi se numără Leena Lehtolainen, Kaari Utrio, Sinikka Nopola, Tiina Nopola, Timo Parvela, Hannu Mäkelä, Jari Järvelä, Pirjo Tuominen, Kalle Isokallio, Markku Pääskynen, Jyrki Kiiskinen și Anna Kortelainen.

## Controverse referitoare la memoriile lui Yrjö Leino
Yrjö Leino, un activist comunist, a fost ministrul de interne al Finlandei în perioada crucială 1945-1948. În 1948 el a demisionat brusc din motive care rămân neclare și s-a retras din viața politică. Leino a revenit în atenția publică în anul 1958, odată cu anunțarea memoriilor sale din perioada cât a fost ministru de interne, care urmau să fie publicate de Tammi. Manuscrisul a fost pregătit în secret – nici măcar personalul editurii Tammi nu a știut de această intenție –, dar proiectul a fost dezvăluit de către Leino din cauza unei indiscreții înainte de publicarea planificată. S-a dovedit că Uniunea Sovietică s-a opus puternic publicării memoriilor. Însărcinatul cu afaceri al URSS în Finlanda Ivan Filippov (ambasadorul Viktor Lebedev plecase brusc din Finlanda cu câteva săptămâni mai devreme, pe 21 octombrie 1958) a cerut ca guvernul condus de primul ministru Karl-August Fagerholm să prevină publicarea memoriilor lui Leino. Fagerholm a declarat că guvernul nu putea face nimic din punct de vedere legal pentru că lucrarea încă nu fusee lansată și nici nu exista cenzură în Finlanda. Filippov a afirmat că, dacă memoriile lui Leino vor fi publicate, relațiile între Finlanda și Uniunea Sovietică vor suferi o deteriorare gravă. Mai târziu în aceeași zi Fagerholm l-a chemat pe editorul companiei Tammi, Untamo Utrio, și s-a decis că lansarea de carte programată în ianuarie să fie anulată. În cele din urmă, întregul tiraj al cărții a fost distrus la solicitarea Uniunii Sovietice. Aproape toate cărțile – cam 12.500 de exemplare – au fost arse în august 1962, cu excepția a câtorva volume care au fost trimise pe furiș activiștilor politici. Directorul adjunct al editurii Tammi, Jarl Hellemann, a susținut mai târziu că scandalul cu privire la apariția cărții a fost complet disproporționat, ținând cont de conținutul ei, descriind incidentul ca fiind primul exemplu de autocenzură finlandeză motivată de temerile legate de relațiile cu Uniunea Sovietică (vezi Finlandizare). Cartea a fost publicată în 1991, atunci când interesul public față de aceasta s-a disipat în mare măsură.

## Legături externe
- fi  Site-ul oficial